# Se-ma-for

Das Logo

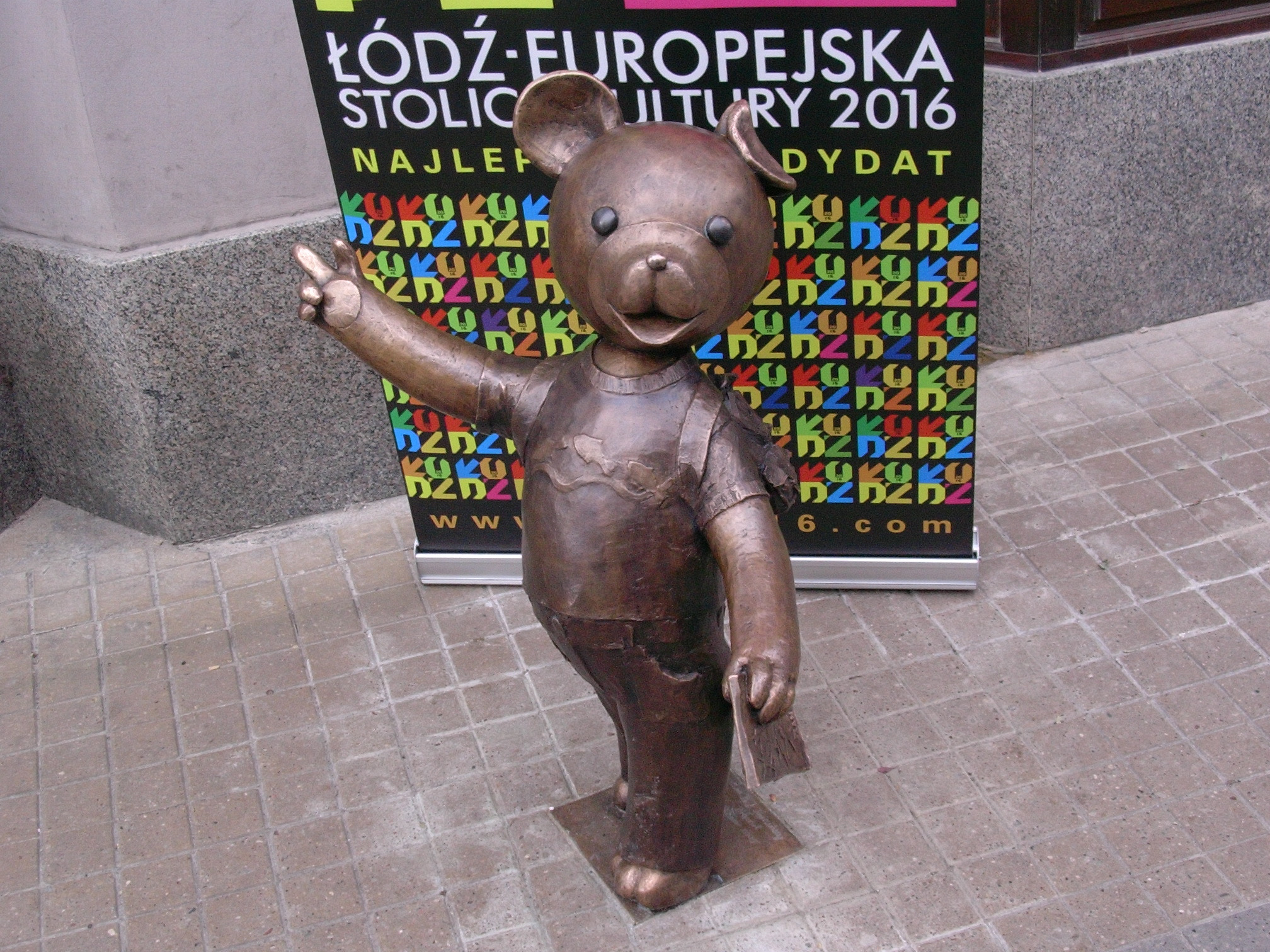
Miś Uszatek, eine der Figuren des Studios. Skulptur in Łódź

Se-ma-for Produkcja Filmowa Sp. z o.o. (Studio Małych Form Filmowych – SMFF) ist ein international renommiertes Trickfilmstudio im polnischen Łódź. Das Unternehmen ist auf Puppentrickfilme in Stop-Motion-Technik spezialisiert, bietet aber auch andere Techniken wie z. B. Computeranimationen an. Vorstand des Unternehmens ist der Filmproduzent Zbigniew Żmudzki (* 1950).
Gegründet wurde das Filmstudio unter dem Namen Studio Filmów Kukiełkowych „Filmu Polskiego“. Die Ursprünge gehen nach Angaben des Studios auf das Jahr 1947 zurück, als Zenon Wasilewski in seiner Privatwohnung den ersten Puppentrickfilm, Za króla Krakusa, drehte. 1960 beschloss das Studio, unter Ryszard Brudzyński nicht nur Animationsfilme, sondern auch Kurzfilme zu drehen. Er ermöglichte Absolventen der Filmhochschule Łódź ihr Filmdebüt und es entstanden in dem Jahr die ersten Scherenschnitt- und Zeichentrickfilme. Weiterhin wurde 1960 der Name des Studios in Se-ma-for geändert. Die in Deutschland und Österreich bekannte Puppentrickserie Die Mumins wurde hier von 1978 bis 1982 produziert. Einen ersten Oscar erhielt das Studio 1983 für Tango (1980). 1990 versuchte Se-ma-for sich in abendfüllenden Filmen, dies scheiterte. Nur zwei abendfüllende Filme wurden produziert: Siedmiomilowe Trampki und Mamo czy kury potrafia mówić. Zunehmend geriet das Filmstudio unter Wettbewerbsdruck und daher verkündete die staatliche Kinematografie-Kommission im November 1999 die Auflösung des Staatsbetriebes. Am 20. Dezember 1999 wurde dann die Gesellschaft mit beschränkter Haftung (Sp. z o.o.) gegründet. Unter Leitung von Zbigniew Żmudzki entstand der 2006 uraufgeführte und 2008 oscarprämierte Film Peter und der Wolf.